# Alexis Herman
Alexis Margaret Herman (ur. 16 lipca 1947, zm. 25 kwietnia 2025) – amerykańska polityk, była sekretarz pracy USA, mianowana w 1997 roku przez Billa Clintona. Pierwsza Afroamerykanka sprawująca urząd sekretarza pracy USA.